# 人性中的善良天使
《人性中的善良天使：暴力为什么会减少》（英語：The Better Angels of Our Nature: Why Violence Has Declined）是斯蒂芬·平克创作的一本书，2011年由維京出版社出版，作者在书中认为，无论从长期还是短期来看，全世界的暴力都在减少，并就为什么会发生这种情况作出自己的解释。该书所使用的数据反映了跨时间和地域的暴力行为减少。他强调了民族國家對暴力的壟斷、商业活动、识字率的提高和大规的交流以及理性程度的提高是暴力减少的原因。他同时指出，矛盾的是，我们对暴力的印象并没有随着这种下降而变化，这可能原因是交流程度的增加。 而且进一步的下降并非不可避免，而是取决于利用我们更好动机的力量，比如同理心和理性的增强。
论文